# Борогонский наслег (Усть-Алданский улус)
Борогонский наслег — сельское поселение в Усть-Алданском улусе Якутии.
В народе известен как Тумул, также старое название 2-Суотту
Имеет выход на реку Лена.
Достопримечательности: историко-архитектурный музей «Дружба», расположенный неподалёку от села Соттинцы (Огородтах).
Экономика: в основном сельское хозяйство.

## История
Один из старейших наслегов Якутии, в устном фольклоре упоминается с 1300 года.
Статус и границы сельского поселения установлены Законом Республики Саха (Якутия) от 30 ноября 2004 года N 173-З N 353-III «Об установлении границ и о наделении статусом городского и сельского поселений муниципальных образований Республики Саха (Якутия)».

## Население
| 2002 | 2010  | 2011  | 2012 | 2013 | 2014 | 2015 |
| ---- | ----- | ----- | ---- | ---- | ---- | ---- |
| 980  | ↗1009 | ↘1008 | ↘989 | ↘976 | ↗986 | ↘975 |
| 2016 | 2017  | 2018  | 2019 | 2020 | 2021 |      |
| ↗984 | ↘978  | ↘969  | ↘950 | ↘935 | ↘928 |      |

## Состав сельского поселения
Состоит из трёх сёл: Тумул, Ары-Тит, Элясин + покинутый поселок Хаатты.
| № | Населённый пункт | Тип населённого пункта       | Население |
| - | ---------------- | ---------------------------- | --------- |
| 1 | Ары-Тит          | посёлок                      | ↘125      |
| 2 | Тумул            | село, административный центр | ↘602      |
| 3 | Элясин           | посёлок                      | ↘108      |